# Thierry Poyet
Pour les articles homonymes, voir Poyet et Thierry Poyet (auteur).
Thierry Poyet, né le 25 mars 1965, est un homme politique monégasque, élu à la Mairie de Monaco de 1995 à 2007, puis au Conseil National de Monaco (parlement) de 2013 à 2018.

## Biographie
Thierry Poyet a un parcours professionnel dans le secteur public et privé monégasque, dans le numérique et les nouvelles technologies, la conduite du changement et la transformation d'organisations, passant par le management.[réf. nécessaire]
Durant ces 12 années, il est délégué au Service du Domaine Communal, à l'Informatique, participe activement à la modernisation de la Loi sur l'Organisation Communale, donnant lieu à la mise en place de l'Autonomie Communale[réf. nécessaire].
Il représente aussi la Mairie de Monaco au Congrès des Pouvoirs Locaux et Régionaux du Conseil de l'Europe.[réf. nécessaire]
En 2008, il est candidat aux élections nationales, sous l'étiquette Rassemblement & Enjeux, trois candidats de la liste sont élus.[réf. nécessaire]
En 2013, il participe à l'élection nationale, sous l'étiquette Horizon Monaco, la liste remporte la victoire avec 20 élus sur 24.[réf. nécessaire] Il est nommé Président de la Commission des Intérêts Sociaux et des Affaires Diverses (CISAD), 1er signataire de propositions de loi, notamment la proposition de loi n°237 relative à la blockchain.
Il est actuellement[Quand ?] à la Délégation Interministérielle à la Transition Numérique, chargé de la thématique eSanté et MédicoSocial.[réf. nécessaire]